# Pfarrkirche Atzbach

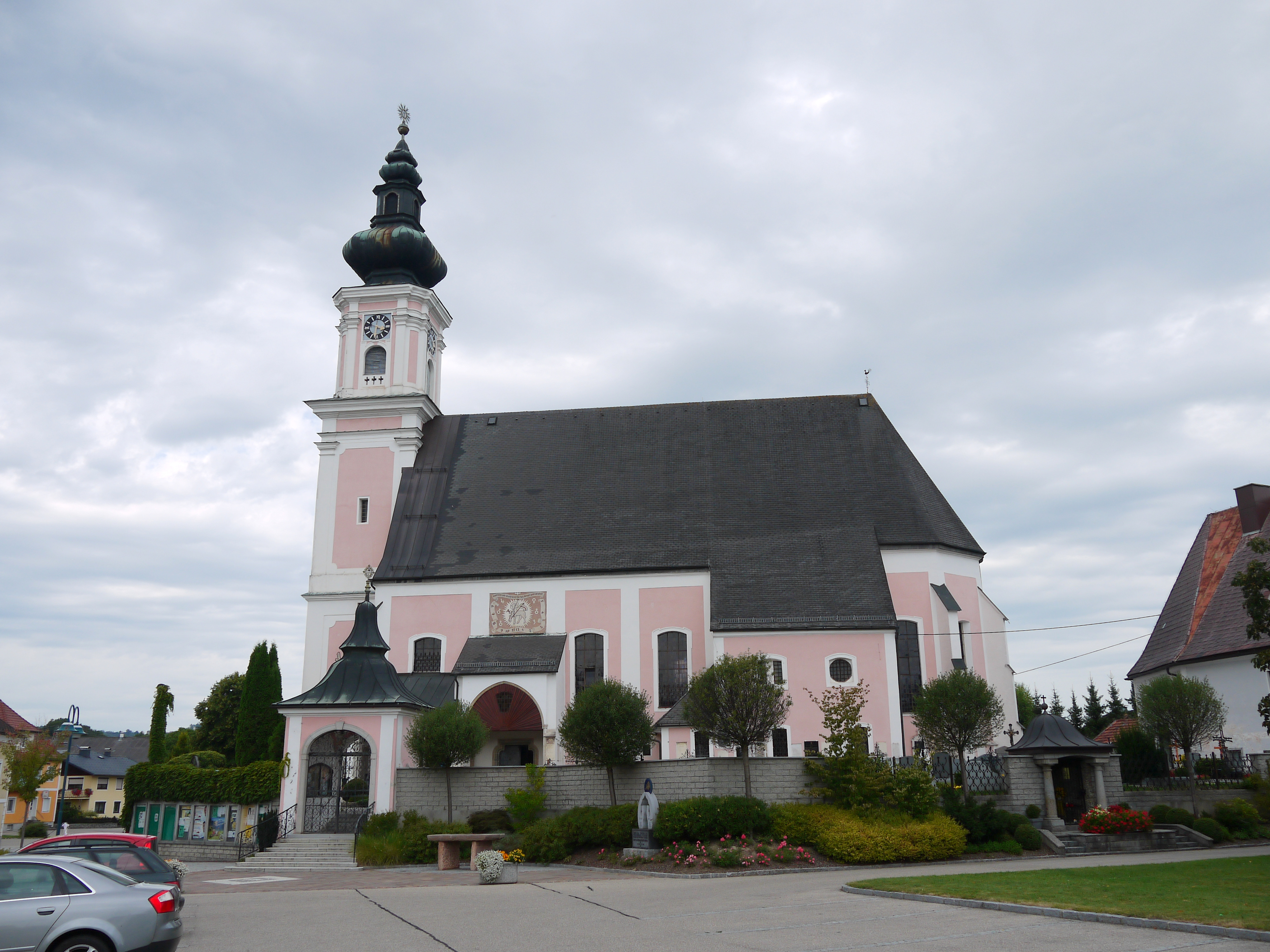
Kath. Pfarrkirche Mariä Geburt in Atzbach

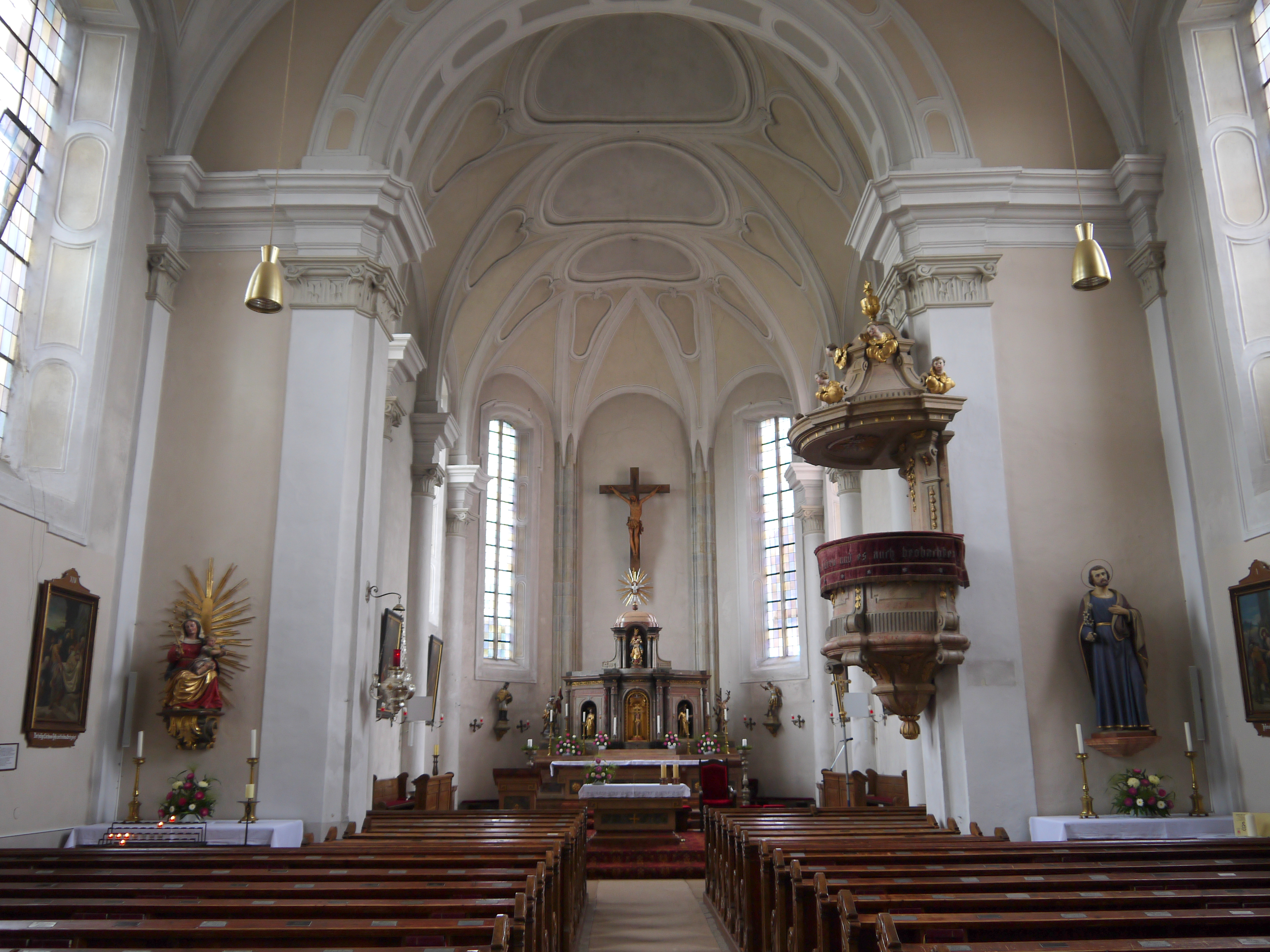
Im Langhaus zum Chor

Die römisch-katholische Pfarrkirche Atzbach steht im Ort Atzbach in der Gemeinde Atzbach im Bezirk Vöcklabruck in Oberösterreich. Die auf Mariä Geburt geweihte Kirche gehört zum Dekanat Schwanenstadt in der Diözese Linz. Die Kirche steht unter Denkmalschutz.

## Geschichte
Eine Kirche wurde zum Anfang des 13. Jahrhunderts urkundlich genannt. Der gotische Kirchenbau ist aus der zweiten Hälfte des 15. Jahrhunderts, der Altar wurde 1497 geweiht. Von 1697 bis ungefähr 1700 wurde nach den Plänen von Carlo Antonio Carlone mit dem Maurermeister Leonhard Endthofer von Vöcklabruck barockisiert.

## Architektur
An das einschiffige vierjochige Langhaus schließt ein eingezogener zweijochiger Chor mit einem Fünfachtelschluss an. Langhaus und Chor sind stichkappentonnengewölbt. Die dreiachsige Westempore ist barock. Der Westturm, wohl 1737/1738 barockisiert, wurde nach einem Brand (1946) verändert und 1958 mit einem Zwiebelhelm abgeschlossen.

## Ausstattung
Der neubarocke Hochaltar trägt am Tabernakel zwei barocke Apostelfiguren vom alten Altar des Thomas Schwanthaler (1673). Die Seitenaltäre sind neubarock. Der linke Seitenaltär trägt eine barocke sitzende Madonna in der Art des Thomas Schwanthaler und zwei barocke Aufsatzfiguren Johannes Nepomuk und Donatus von Joachim Ertl aus Lambach (1773). Der rechte Seitenaltar trägt die spätbarocken Aufsatzfiguren Florian und Sebastian von Ertl (1771). Die klassizistische Kanzel schuf Joseph Teitl aus Linz (1790).